# Zwemmen op de Olympische Zomerspelen 2012 – 4×100 meter vrije slag mannen
De 4×100 meter vrije slag mannen op de Olympische Zomerspelen 2012 vond plaats op 29 juli 2012, series en finale. Omdat het zwembad waarin de wedstrijd gehouden werd 50 meter lang is, bestond de race uit acht baantjes. Na afloop van de series kwalificeerden de acht snelste ploegen zich voor de finale. Regerend olympisch kampioen was de Verenigde Staten.

## Records
Voorafgaand aan het toernooi waren dit het wereldrecord en het olympisch record.
| Wereldrecord     | Verenigde Staten Michael Phelps Garrett Weber-Gale Cullen Jones Jason Lezak | 3.08,24 | Peking | 11 augustus 2008 |
| Olympisch record | Verenigde Staten Michael Phelps Garrett Weber-Gale Cullen Jones Jason Lezak | 3.08,24 | Peking | 11 augustus 2008 |

## Uitslagen

### Series
| Rang | Namen                                                               | Land             | Serie | Baan | Tijd    | Bijz. |
| ---- | ------------------------------------------------------------------- | ---------------- | ----- | ---- | ------- | ----- |
| 1    | Cameron McEvoy James Roberts Tommaso D'Orsogna James Magnussen      | Australië        | 2     | 4    | 3.12,29 | Q     |
| 2    | Jimmy Feigen Matt Grevers Ricky Berens Jason Lezak                  | Verenigde Staten | 2     | 5    | 3.12,59 | Q     |
| 3    | Andrej Gretsjin Jevgeni Lagoenov Sergej Fesikov Nikita Lobintsev    | Rusland          | 2     | 3    | 3.12,77 | Q     |
| 4    | Amaury Leveaux Alain Bernard Clément Lefert Jérémy Stravius         | Frankrijk        | 1     | 4    | 3.13,38 | Q     |
| 5    | Benjamin Starke Markus Deibler Christoph Fildebrandt Marco di Carli | Duitsland        | 2     | 6    | 3.13.51 | Q     |
| 6    | Dieter Dekoninck Jasper Aerents Emmanuel Vanluchene Pieter Timmers  | België           | 2     | 2    | 3.13,89 | Q     |
| 7    | Roland Schoeman Darian Townsend Gideon Louw Graeme Moore            | Zuid-Afrika      | 1     | 3    | 3.13,93 | Q     |
| 8    | Luca Dotto Andrea Rolla Michele Santucci Filippo Magnini            | Italië           | 1     | 5    | 3.15,78 | Q     |
| 9    | Nicolas Oliveira Bruno Fratus Nicholas Santos Marcelo Chierighini   | Brazilië         | 1     | 2    | 3.16,14 |       |
| 10   | Brent Hayden Colin Russell Richard Hortness Thomas Gossland         | Canada           | 1     | 7    | 3.16,42 |       |
| 11   | Lu Zhiwu Zhang Enjian He Jianbin Shi Tengfei                        | China            | 2     | 1    | 3.17,00 |       |
| 12   | Simon Burnett Grant Turner James Disney-May Craig Gibbons           | Groot-Brittannië | 1     | 6    | 3.17,08 |       |
| 13   | Milorad Čavić Velimir Stjepanović Ivan Lenđer Radovan Siljevski     | Servië           | 2     | 8    | 3.18,79 |       |
| 14   | Péter Bernek Gergő Kis Gabor Balog Krisztián Takács                 | Hongarije        | 2     | 7    | 3.21,91 |       |
| 15   | Cristian Quintero Octavio Alesi Marcos Lavado Crox Acuña            | Venezuela        | 1     | 1    | 3.22,68 |       |

### Finale
| Rang   | Namen                                                               | Land             | Tijd    | Baan | Bijz. |
| ------ | ------------------------------------------------------------------- | ---------------- | ------- | ---- | ----- |
| Goud   | Amaury Leveaux Fabien Gilot Clément Lefert Yannick Agnel            | Frankrijk        | 3.09,93 | 6    |       |
| Zilver | Nathan Adrian Michael Phelps Cullen Jones Ryan Lochte               | Verenigde Staten | 3.10,38 | 5    |       |
| Brons  | Andrej Gretsjin Nikita Lobintsev Vladimir Morozov Danila Izotov     | Rusland          | 3.11,41 | 3    |       |
| 4      | James Magnussen Matt Targett Eamon Sullivan James Roberts           | Australië        | 3.11,63 | 4    |       |
| 5      | Gideon Louw Darian Townsend Graeme Moore Roland Schoeman            | Zuid-Afrika      | 3.13,45 | 1    |       |
| 6      | Benjamin Starke Markus Deibler Christoph Fildebrandt Marco di Carli | Duitsland        | 3.13,52 | 2    |       |
| 7      | Luca Dotto Marco Orsi Michele Santucci Filippo Magnini              | Italië           | 3.14,13 | 8    |       |
| 8      | Dieter Dekoninck Jasper Aerents Emmanuel Vanluchene Pieter Timmers  | België           | 3.14,40 | 7    |       |